# هساي وين لي
هساي وين لي مواليد 1931 (بالإنجليزية: Hsi Wen Li)‏ هو عالم نبات صيني.